# NAVO-hoofdkwartier Cannerberg
NAVO-hoofdkwartier Cannerberg / Joint Operations Centre (JOC) was gedurende de Koude Oorlog een geheim hoofdkwartier en verbindingscentrum van de NAVO in het zuiden van de Nederlandse gemeente Maastricht. De zwaarbeveiligde bunker met het ondergrondse hoofdkwartier was gevestigd in de Boschberg, een voormalige mergelgroeve in de Cannerberg nabij het kasteel Neercanne, in het grensgebied met België.

## Geschiedenis
De Boschberggroeve, ook Groeve Bosberg en, foutief, Groeve Cannerberg genoemd, is een door blokbrekers uitgehouwen kalksteengroeve in de Cannerberg. In deze grensoverschrijdende heuvel lagen meerdere zelfstandige groeven. Op Nederlands grondgebied liggen de ingangen van de Kasteelgroeve (genoemd naar Kasteel Neercanne), de Boschberg, de Fallenberggroeve (inclusief de Jezuïetenberg) en de Oudberg. Op Belgisch grondgebied liggen de ingangen van de Muizenberg ('Cannerberg'), Groeve De Keel (in Kanne 'De Moule' genoemd) en Groeve De Nieuwe Keel. De groeven zelf liggen allemaal deels op Nederlands grondgebied. Tot de grote instorting van 1704 vormde de Boschberggroeve samen met de niet meer bestaande Oudberggroeve één geheel, Sint-Lambrechtsgroeve of Jufferenberg genaamd.

### 1944: Duitse plannen
In een deel van de Boschberggroeve zou volgens sommige bronnen vanaf het voorjaar van 1944 door 2000 arbeiders, merendeels daartoe gedwongen via de Arbeitseinsatz, zijn gewerkt aan een geheime Duitse lanceerbasis voor V1-raketten. Volgens andere bronnen was het plan om hier een fabriek voor vliegtuigmotoren te vestigen, de NV Drieberg, een filiaal van vliegtuigfabrikant Fokker. Door de bevrijding van Maastricht op 14 september 1944 kon de fabriek/lanceerbasis niet worden voltooid. Wel werden door de Duitsers de gangen verbreed en de vloeren met beton verhard; ook hadden zij in de groeve elektrische verlichting laten aanleggen. Vanaf de goederenloods bij Station Boschpoort was een spoorlijn aangelegd naar de Cannerberg.

### 1954-1993: militaire functie

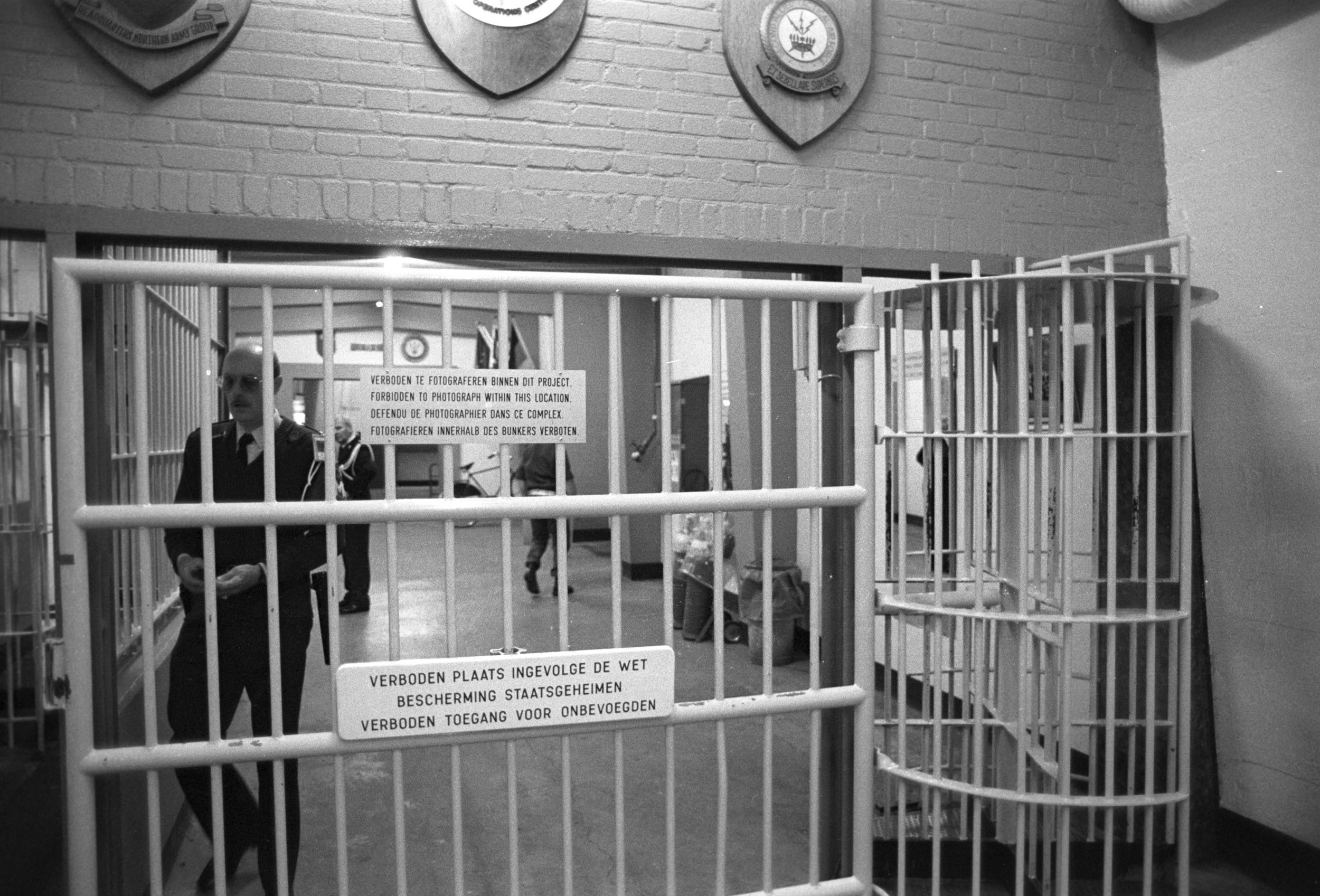
Beveiligde entree Joint Operations Centre, 1992

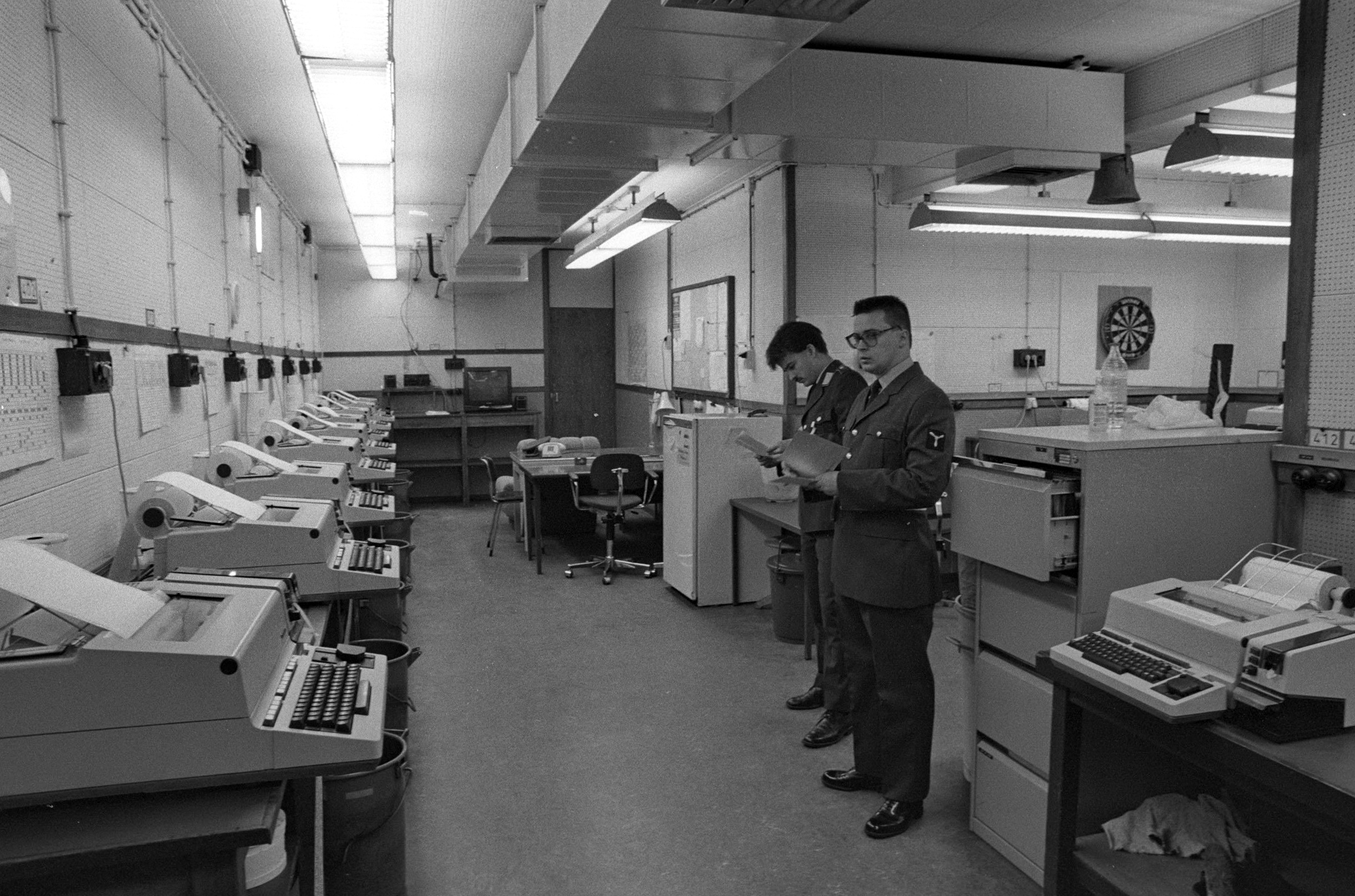
Computerruimte JOC, 1992

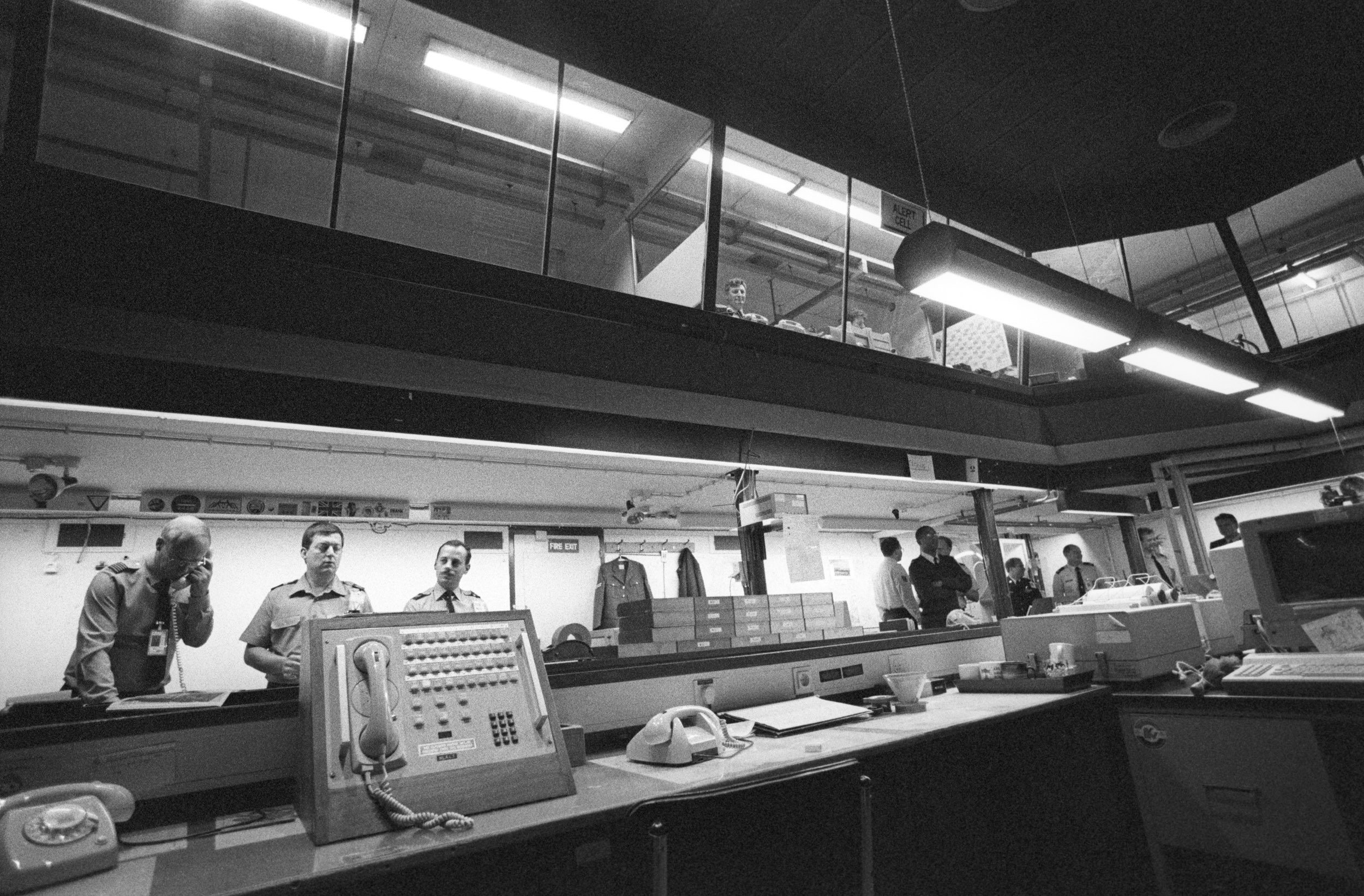
Air Operations Centre, 1992

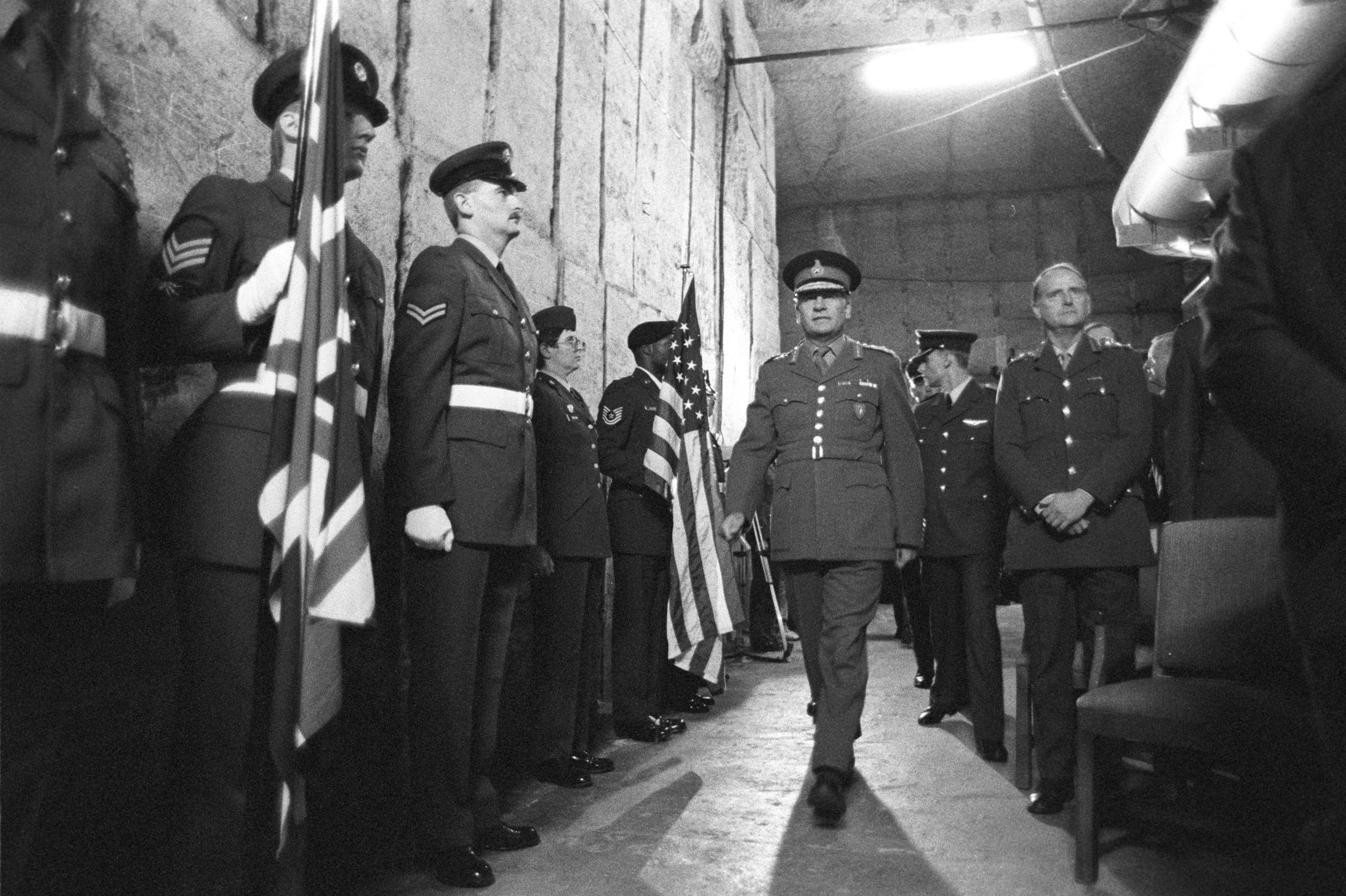
Overdracht van de bunker aan het Nederlandse Ministerie van Defensie, september 1992

Vanaf 1954, midden in de Koude Oorlog, werd door het toenmalige Ministerie van Oorlog de Boschberggroeve gehuurd van de eigenaar, Stichting Het Limburgs Landschap, voor een periode van 50 jaar. Op 15 april 1954 werd een overeenkomst gesloten door het Ministerie van Oorlog, Stichting Limburgs Landschap, freule Louise E.M. Poswick (tot 1947 eigenaresse van het Kasteel Neercanne en omgeving) en de paters jezuïeten uit Maastricht (eigenaars van de Jezuïetenberg). Vanaf dat moment kon de Boschberg in gebruik worden genomen door de krijgsmacht.

#### Gebruik van de bunker
In 1955 werd door de NAVO een interim-oorlogshoofdkwartier in de groeve gevestigd: "a temporary site to be used only in war". Vanaf 17 februari 1956 kreeg het hoofdkwartier de status 'ultrageheim' omdat het vanaf dat moment bij Koninklijk Besluit geplaatst werd onder de Wet op de Staatgeheimen. In de editie 20 november 1980 van weekblad Vox van de Belgische strijdkrachten werd verslag gedaan van dit geheime ondergrondse NAVO-hoofdkwartier "ergens in de streek van Maastricht".
Als gevolg van de aanwezigheid van het 'IJzeren Gordijn' dwars door Europa kreeg de bunker vanaf 1 juli 1963 ook in vredestijd een permanente (24 uur per dag, het gehele jaar) militaire bezetting. Vanaf dat moment waren er overdag zo'n 300-400 Nederlandse, Belgische, Duitse, Engelse en Amerikaanse militairen actief, 's nachts circa 40 personen, en bij meerdaagse oefeningen tot wel 1000 personen. Mocht er oorlog uitbreken, dan kon het regionale hoofdkwartier van de 2nd Allied Tactical Air Force (2ATAF) onmiddellijk vanuit het Duitse JHQ Rheindahlen (nabij Mönchengladbach), waar het in vredestijd gehuisvest was, verplaatst worden naar deze locatie. Ook was het Allied Tactical Operations Centre (ATOC) in het complex aanwezig. Deze organisatie zou, indien nodig, namens 2ATAF opdrachten geven aan de offensieve luchtmacht. Ten behoeve van de veiligheid van de militairen en het burgerpersoneel werden extra nooduitgangen aangelegd via tunnels die verbinding maakten met de Kasteelgroeve, de Cannerberg en de Nieuwe keel. De verbindingstunnel ("Exit 5") die de Boschberg ("NATO-berg") en de Nieuwe Keel verbinden werd in 1965 aangelegd en is 352 meter lang. De tunnel is toegankelijk vanaf het Albertkanaal. Ook de Cannerberg en de Kasteelgroeve werden toen door tunnels ("Exit 4") met de Bosch-/NATO-berg verbonden
Vanaf 1980 was het Joint Operations Centre (JOC) in de bunker van de Cannerberg gevestigd. In geval van oorlog stond dit centrum in verbinding met vooruitgeschoven commandoposten en hun eenheden middels het communicatiesysteem van het NATO Air Defence Ground Environment (NADGE). Ook werd van hieruit de luchtverkeersleiding van het (militaire) vliegverkeer boven een deel van Noordwest-Europa gecoördineerd, het Air Operations Centre (AOC). Daarnaast was hier het commando van de Northern Army Group (Noordelijke Legergroep, NORTHAG) gehuisvest. Dit commando bestreek de Nederlandse, Britse, Belgische, Duitse en eventueel Amerikaanse landmachteenheden in het noorden van West-Duitsland. Tijdens de Koude Oorlog was een bijzondere taak weggelegd voor de Tactische Natrescompagniestaf Nr. 16. Volgens het operatieplan van het toenmalige Nationaal Territoriaal Commando te Gouda zou deze staf met drie Natres pelotons bij uitgifte van 'telegram N' onder bevel worden gesteld van de NAVO-commandant van de Northern Army Group ter beveiliging van het JOC van de Northern Army Group/Second Allied Tactical Air Force (NORTHAG/TWO ATAF STATIC) in de Cannerberg en het NATO Information and Communication System (NICS) nabij Maastricht.
De sluiting van het JOC in de Cannerberg, mede door het einde van de Koude Oorlog, was oorspronkelijk gepland voor eind 1994. Hoewel al eerder bekend werd dat de bunker vervuild was met asbest (zie hieronder), besloot het Ministerie van Defensie, in overleg met de NAVO, dat de Cannerberg tot die datum toch in gebruik zou blijven. Uiteindelijk verliet het JOC de Cannerberg op 1 oktober 1992. De bunker werd in 1993 gesloten.

#### Indeling en voorzieningen
Aangezien het complex zich in een voormalige mergelgroeve bevindt, is het een doolhof van gangen. Hier is structuur in aangebracht door de middelste gang de Main Street te noemen, en zijn tegen de wijzers van de klok in, de gangen genoemd naar de letters van het NAVO-alfabet van Alpha tot en met Golf street. De kantoren in de gangen waren genummerd van laag naar hoog, beginnend bij 1 vanaf Main Street.

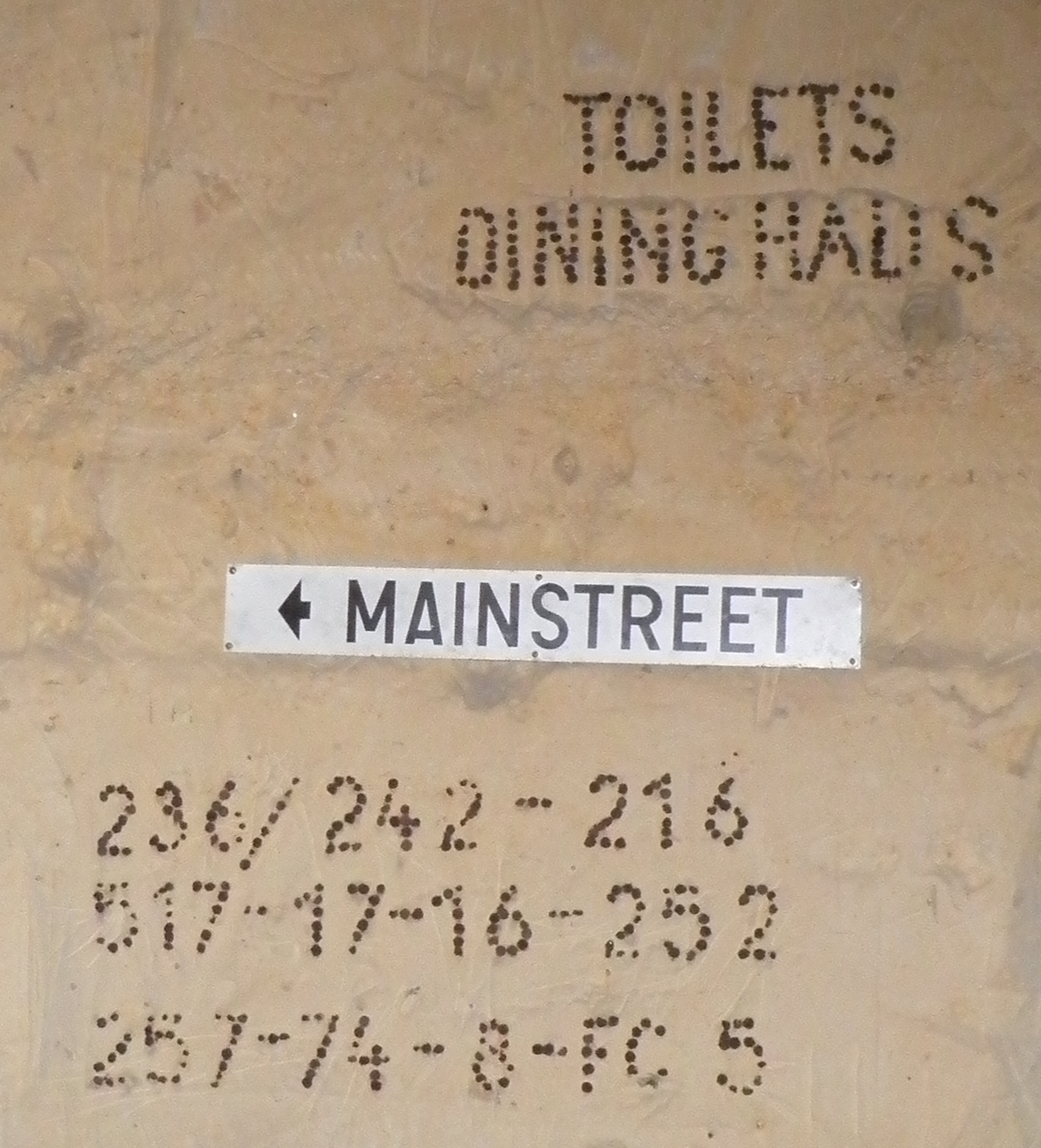
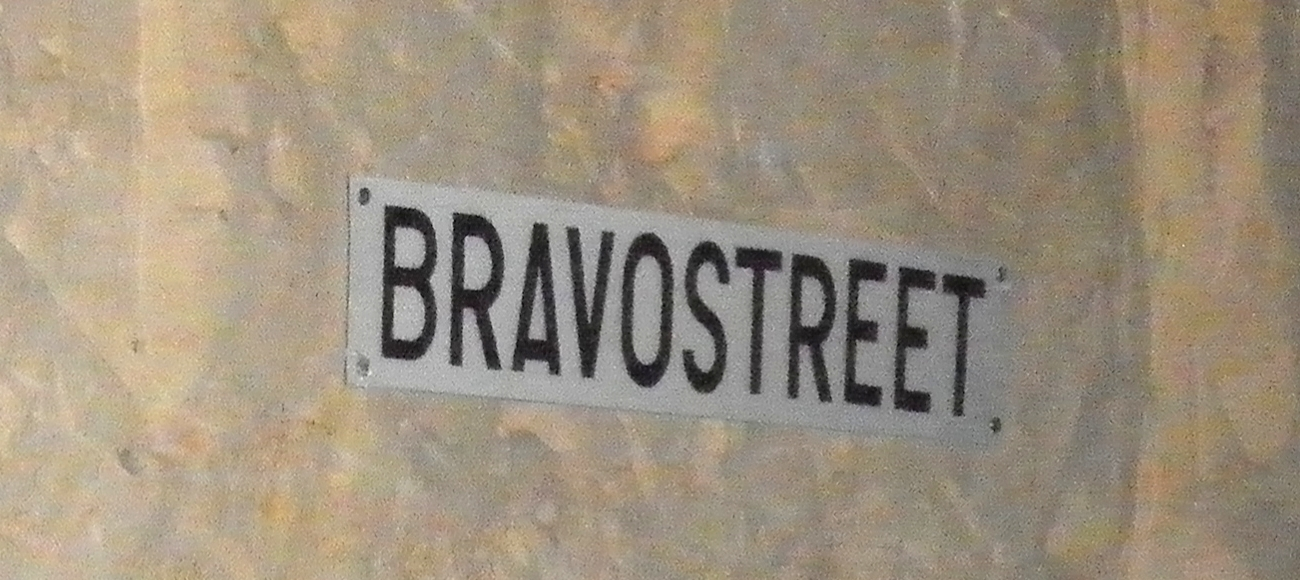
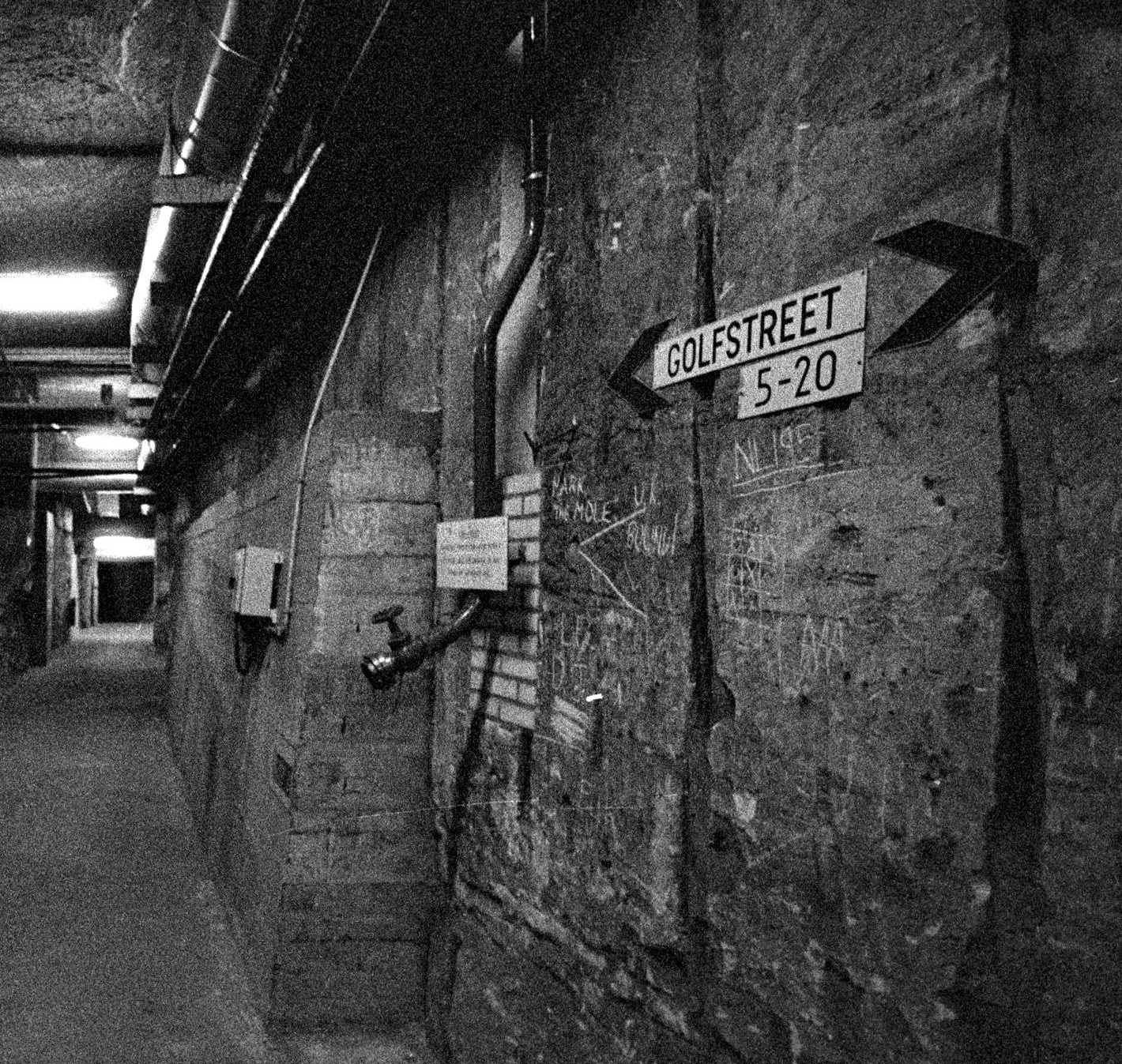
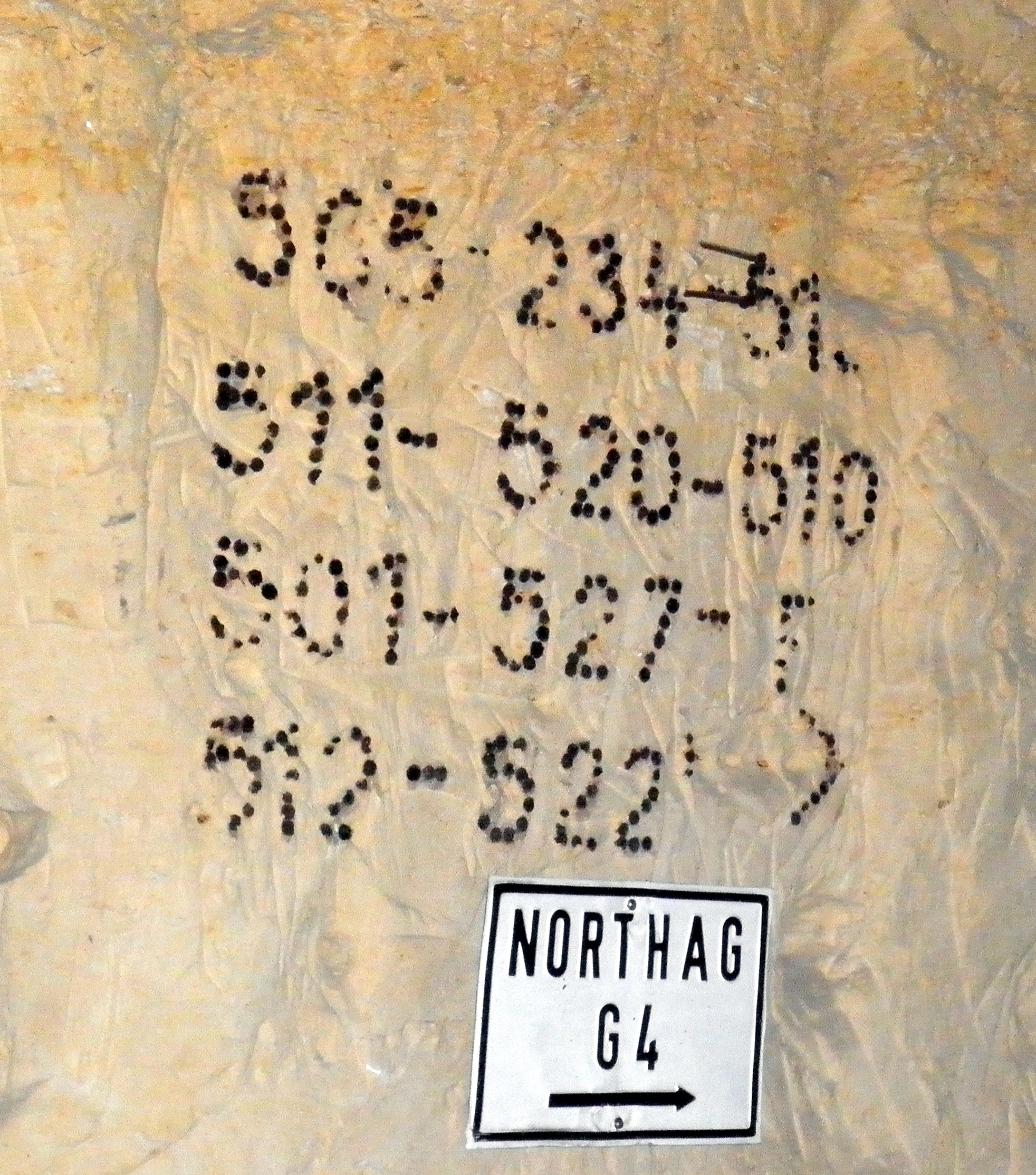

In dit hoofdkwartier werd via een verwarmingssysteem/airconditioning een constante temperatuur van 18 graden Celsius bereikt met de gewenste luchtvochtigheid. Het hoofdkwartier had een onafhankelijke watervoorziening en scheepsdieselmotoren werden als aggregaten gebruikt in geval van een onderbreking van de elektriciteitsvoorziening van het openbare net. In de berg was een overdruk aanwezig zodat bij een nucleaire-, biologische- of chemische aanslag de gevaarlijke stoffen buiten werden gehouden. Voor een dergelijke 'nbc-aanslag' was ook een speciale ingang aanwezig met een douchesluis. De toegangsdeuren en toegangsgangen waren bestand tegen de drukgolf van een explosie.
- Diepte tot 50 meter onder de grond;
- Oppervlakte van in totaal ± 6,75 hectare;
- 8 km aan gangen;
- 400 kantoren;
- 51 toiletten, 31 urinoirs, 27 douches en 75 wasbakken;
- 4482 TL-lampen;
- 2 restaurants - de keuken van het zelfbedieningsrestaurant had een capaciteit van 600 maaltijden;
- 1 kapsalon;
- 3-holes golfbaan met kunstgras.

### 2003-2012: Asbestsanering

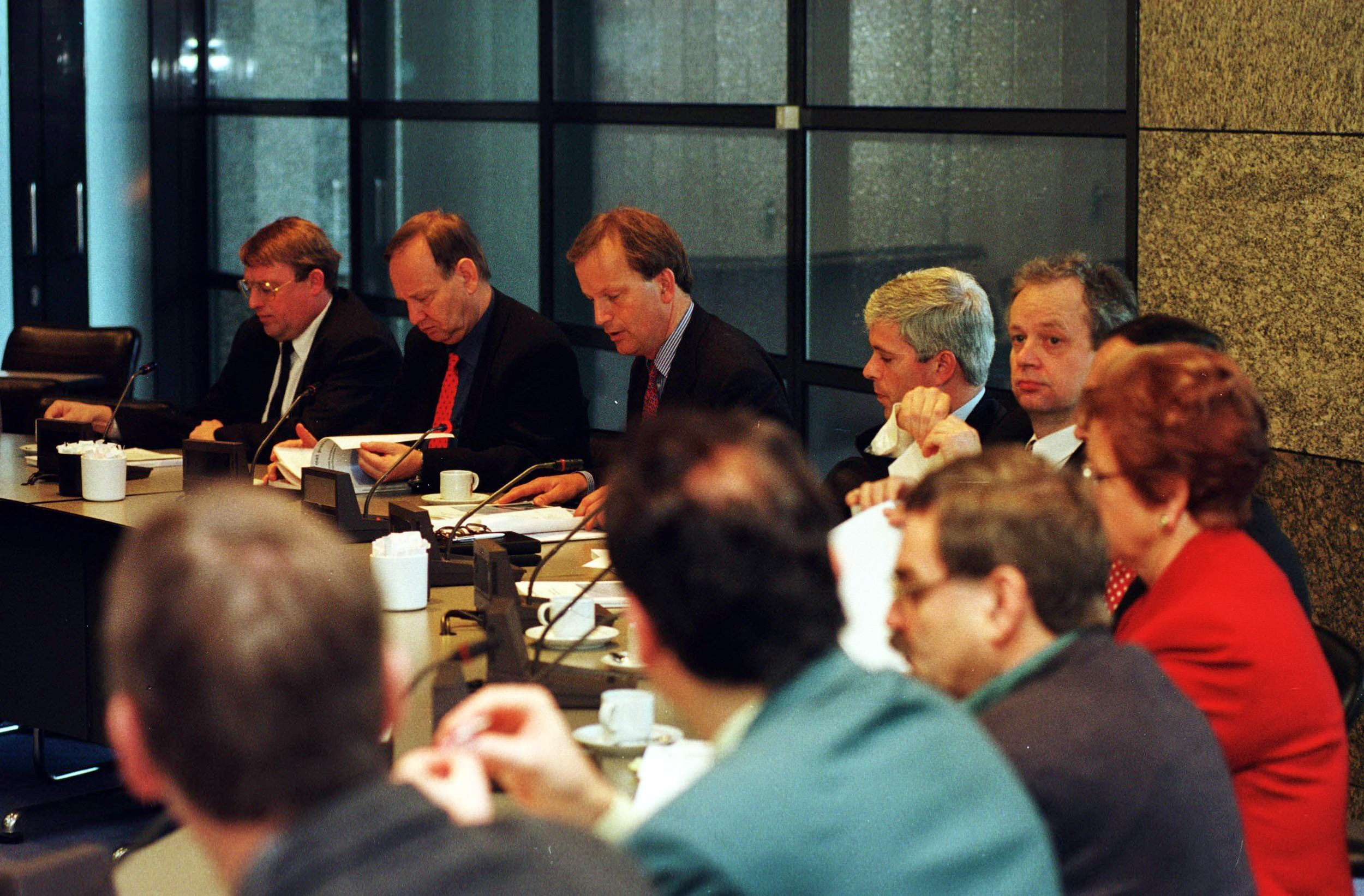
Presentatie van het rapport van de parlementaire werkgroep Asbestproblematiek Cannerberg in de Tweede Kamer, 23 januari 1998

Aanvankelijk waren de buizen in de bunker in de Cannerberg geïsoleerd met kurk. Na een brand en het daarna lang nasmeulen van het isolatiemateriaal werd op een onbekend moment besloten de leidingen te isoleren met asbest. In die tijd waren de gezondheidsrisico's hiervan nog onbekend en werd asbest als wondermiddel gezien. Nieuwe inzichten leidden er echter toe dat in 1991 TNO opdracht kreeg van het Ministerie van Defensie om onderzoek te doen in de Cannerberg. Enkele bevindingen uit het resulterende rapport waren: "Op diverse plafonds werden vlokken blauw asbest waargenomen", "Drie van de tien luchtmonsters bevatten te veel asbestvezels" en "Het stof in de luchtleidingen is ernstig verontreinigd". De conclusie van de onderzoekers was dat door "het ernstige gezondheidsrisico, dat met blootstelling aan asbestvezels gepaard gaat, ingrijpen zeer urgent is".
De Dienst Vastgoed Defensie voerde in opdracht van het Ministerie van Defensie vanaf 2003 een 40 miljoen euro kostende saneringsoperatie uit om het complex vrij te maken van asbestvezels. Bij deze zeven jaar durende operatie werd de bunker bijna volledig gestript. Verlaagde plafonds inclusief leidingen werden verwijderd en de asbestvezels werden van de mergelmuren en -plafonds afgekrabd. In deze periode is ook circa 10.000-14.000 m³ ander afval verwijderd, dat op zestien locaties was opgeslagen en dat niet was afgevoerd om spionage te voorkomen. Ook bleek er olie in de lagen onder het complex doorgedrongen te zijn. Deze lagen zijn tot 13 meter diep afgegraven.
Afgevoerde hoeveelheden afval:
- 9,3 miljoen kilo asbesthoudend materiaal
- 2,9 miljoen kilo met olie verontreinigd mergel

### 2012-heden: toeristische attractie; expositieruimte
Op 24 januari 2012 heeft Defensie de Cannerberg weer overgedragen aan Stichting Limburgs Landschap. Vanaf september 2013 is het mogelijk om na vooraanmelding een twee uur durende excursie te maken onder leiding van gidsen van Stichting Het Limburgs Landschap.
De kunstenaar Rob Scholte stelt in de Cannerberg werk tentoon onder de titel ‘Shelter’. Zijn werk N8W8 is een verwijzing naar De Nachtwacht van Rembrandt, die samen met andere schilderijen tijdens de Tweede Wereldoorlog was ondergebracht in een schuilkelder in de nabije Sint-Pietersberg. N8W8 stelt de achterkant van een geborduurde Nachtwacht voor.

## Foto's van het verlaten complex (2013)

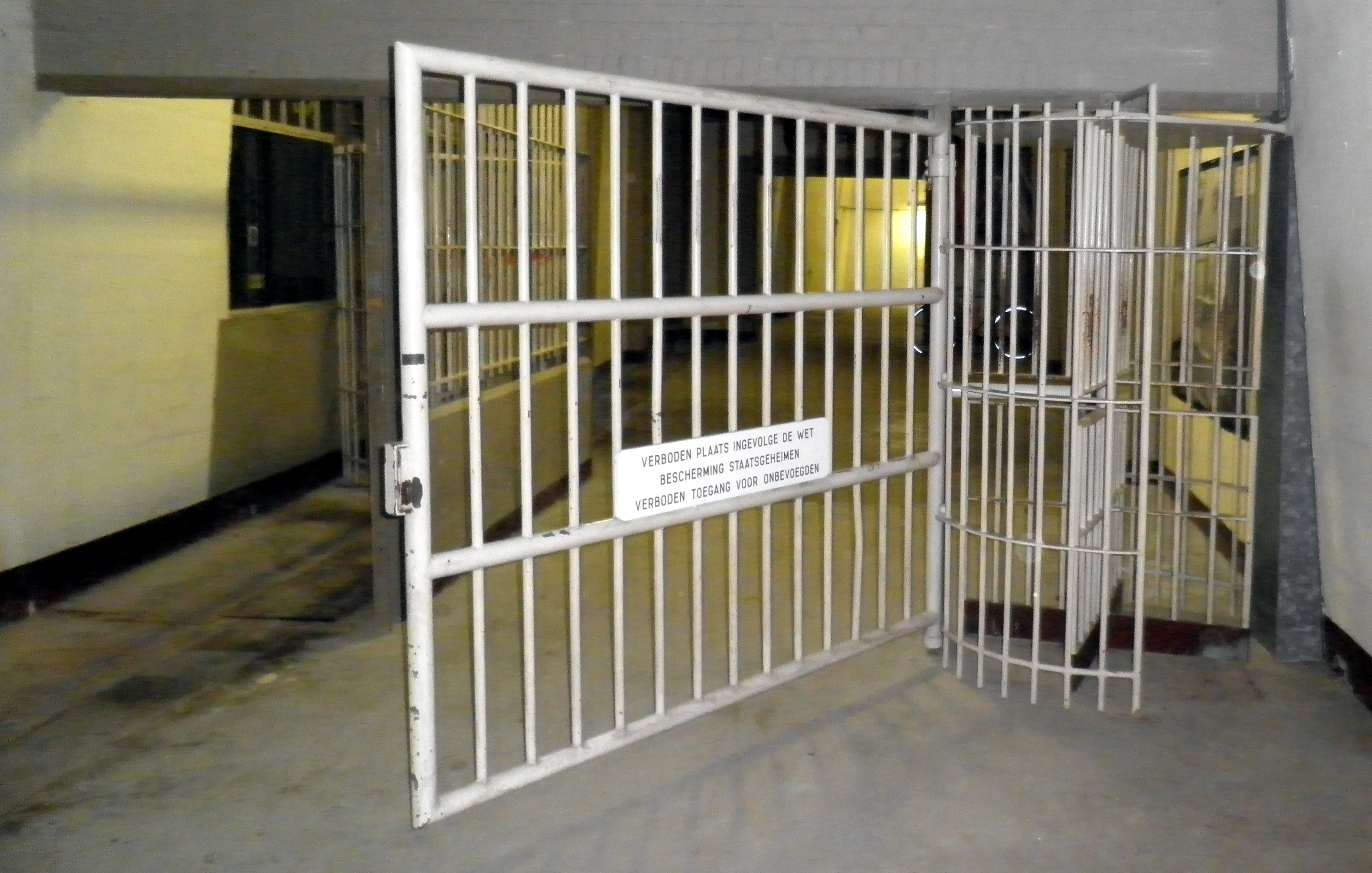
Entreehek
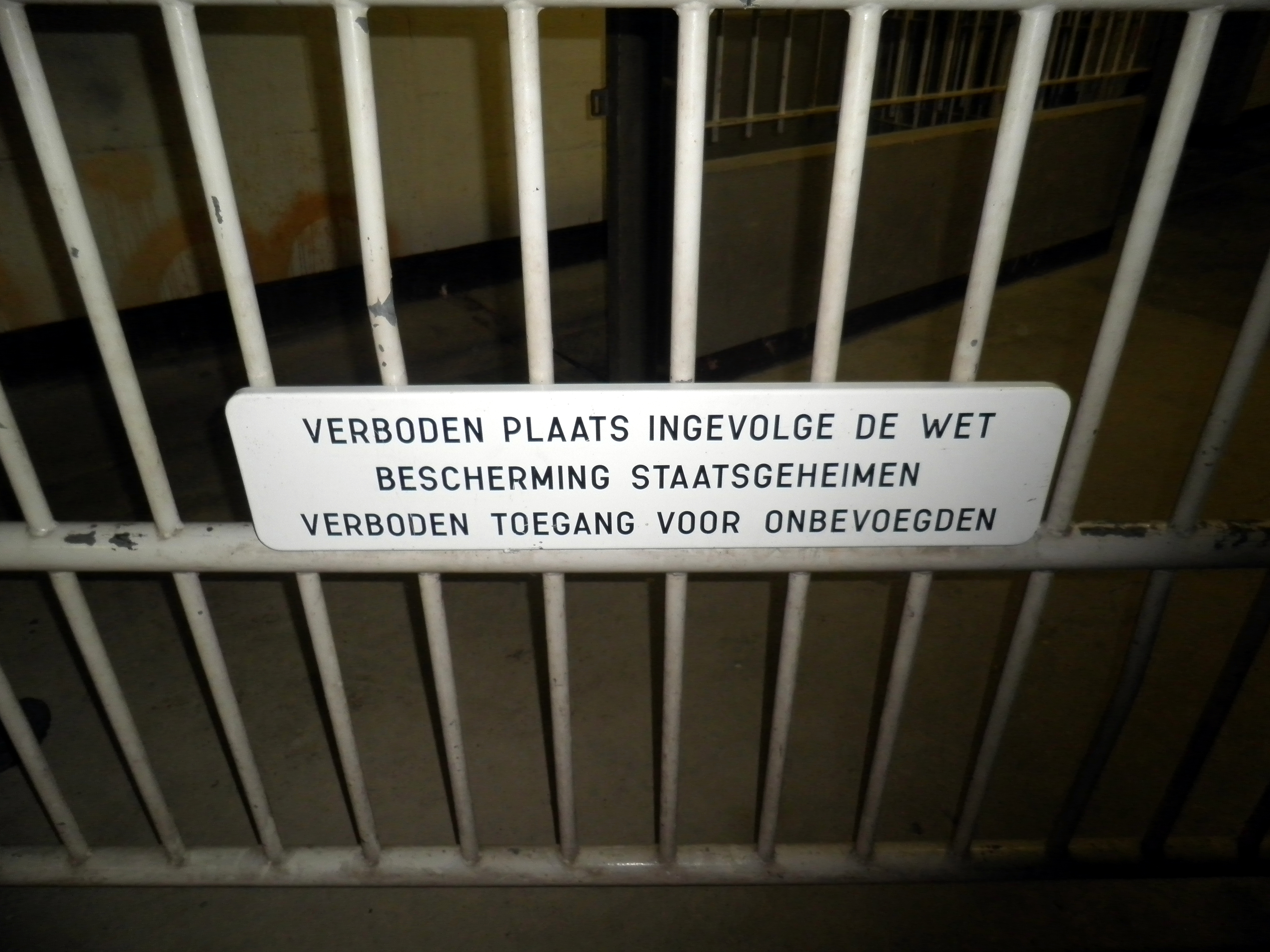
'Verboden toegang'
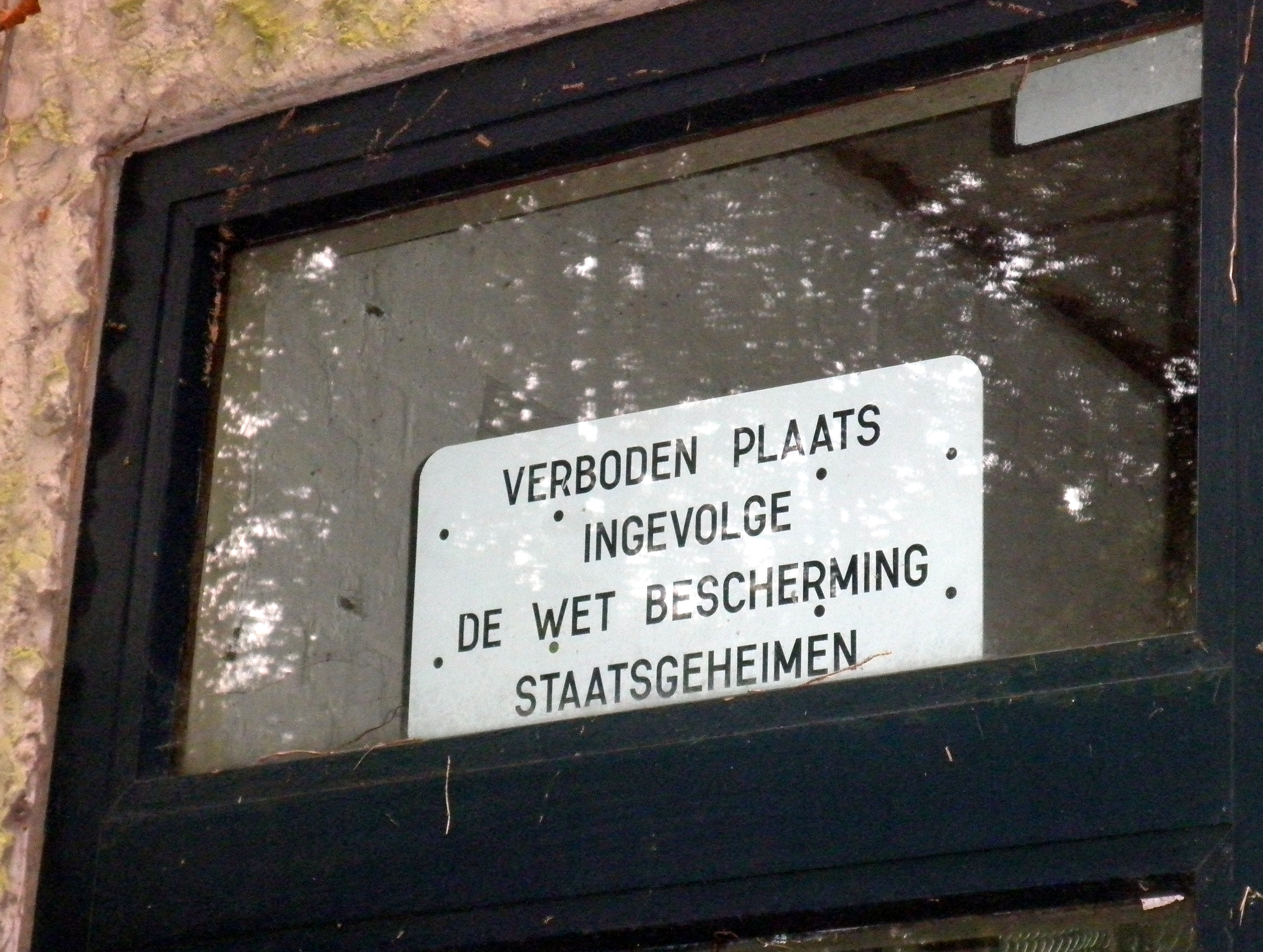
'Verboden toegang'
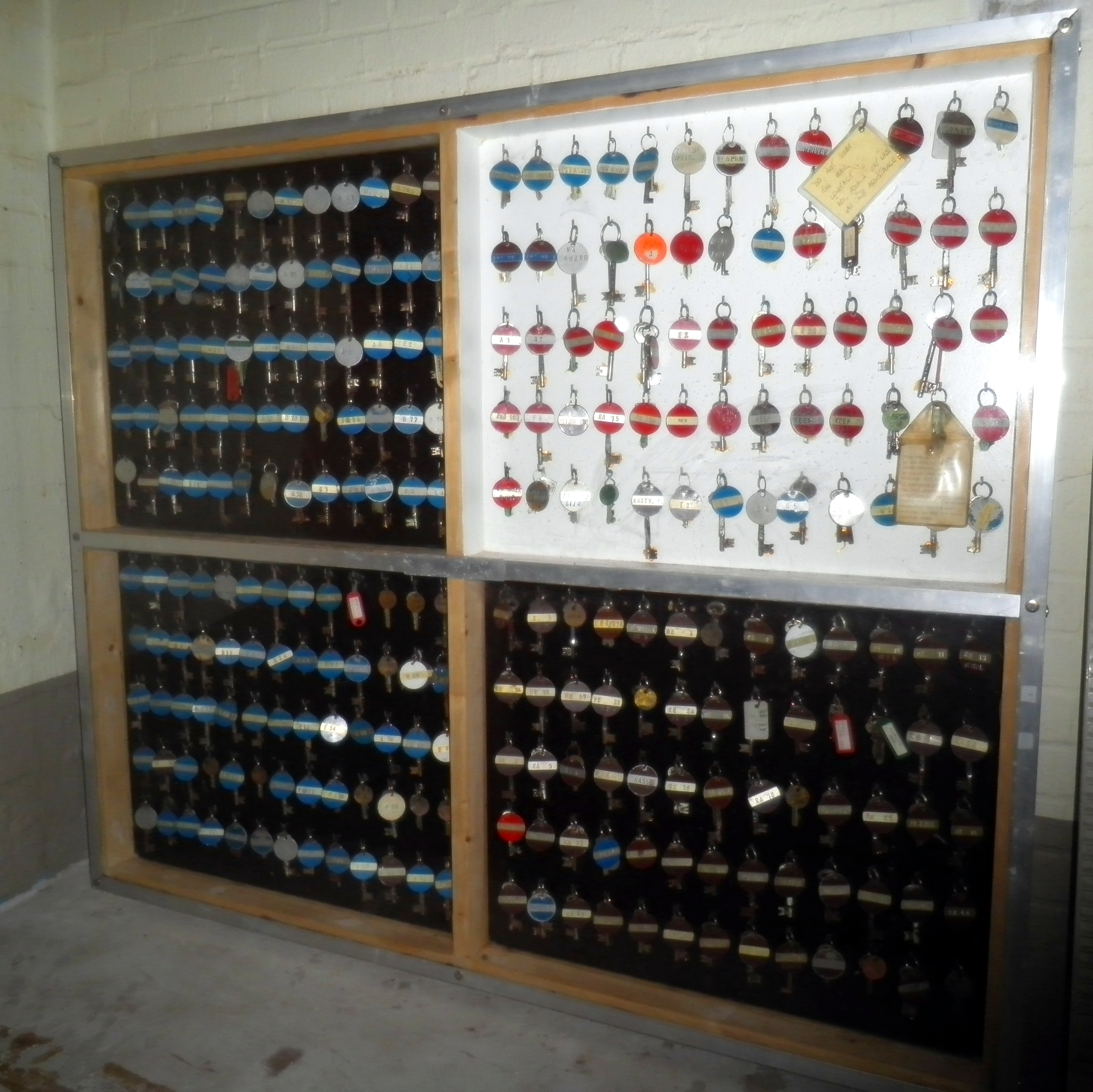
Sleutels
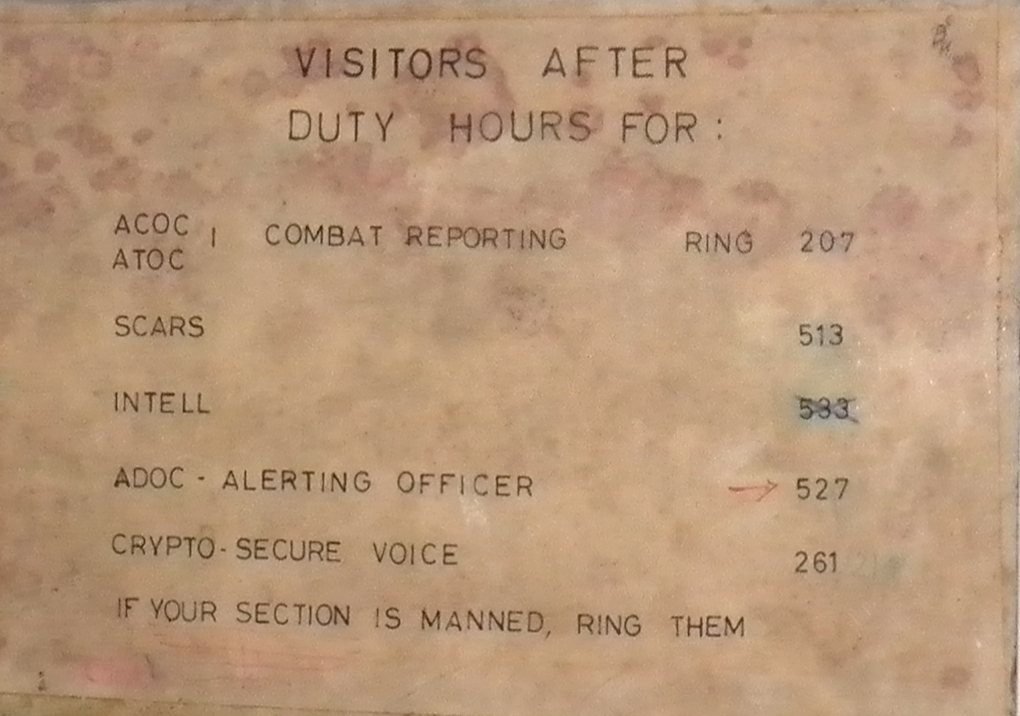
Telefoonnummers
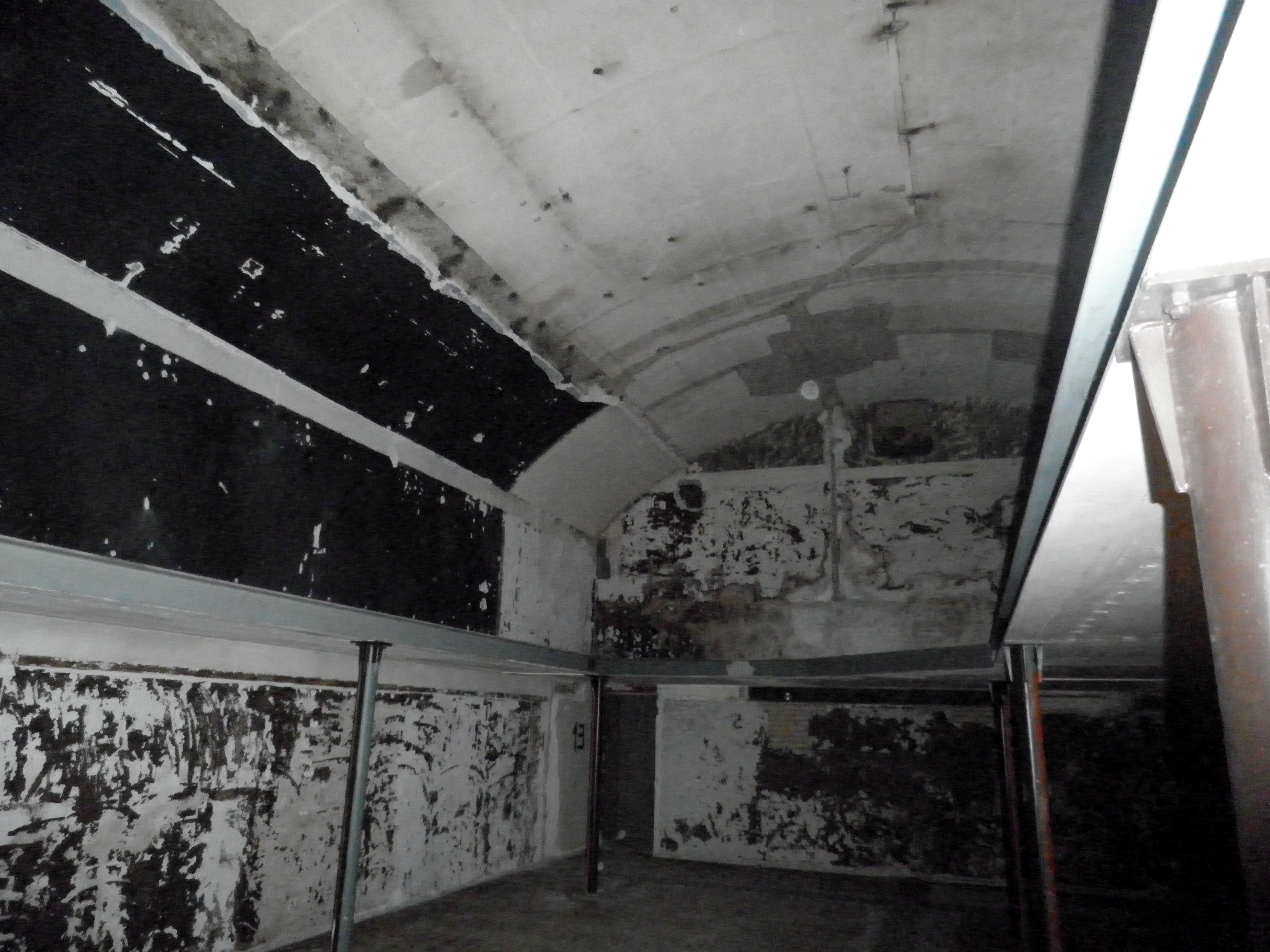
Bunker
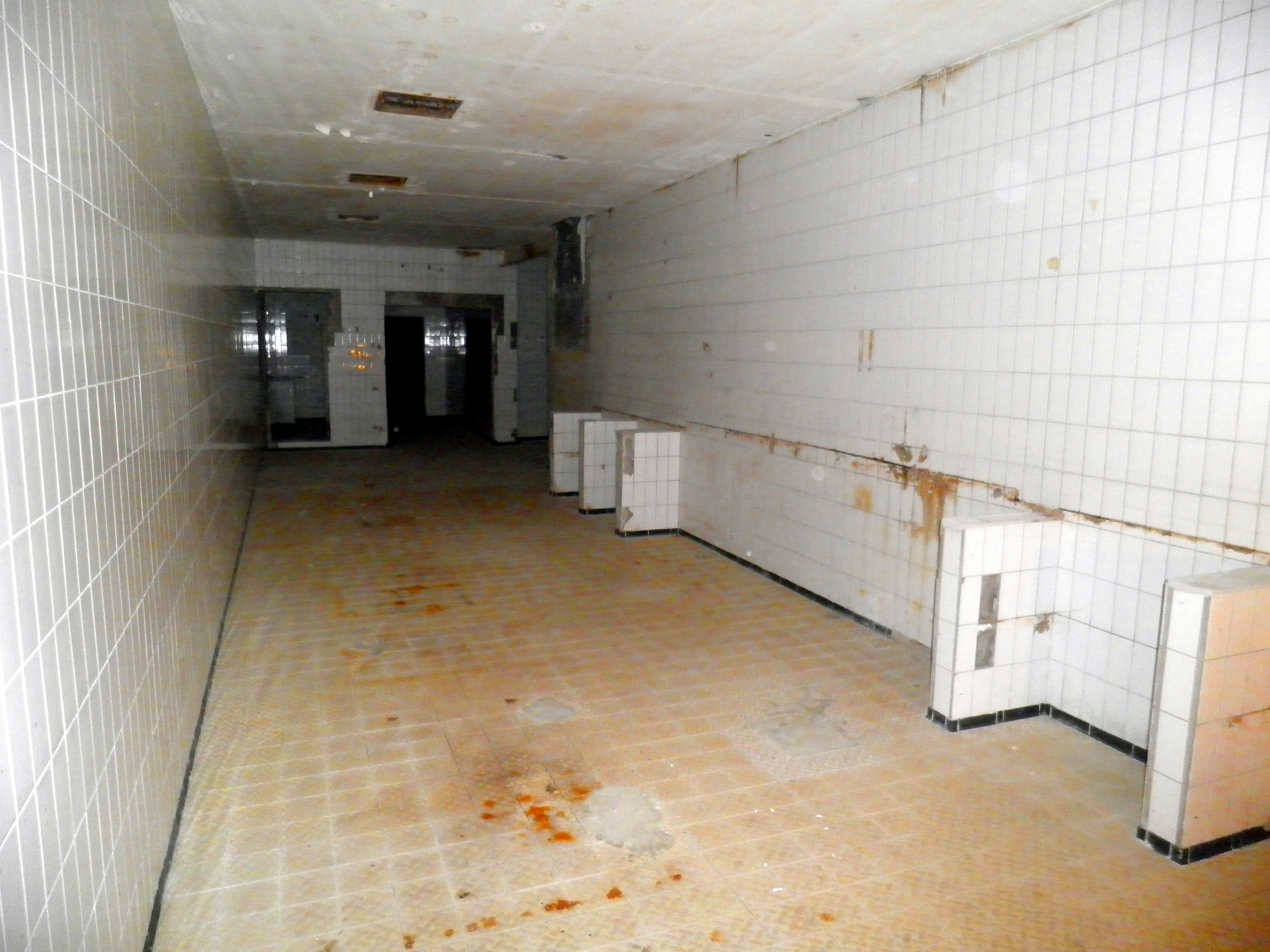
Keuken
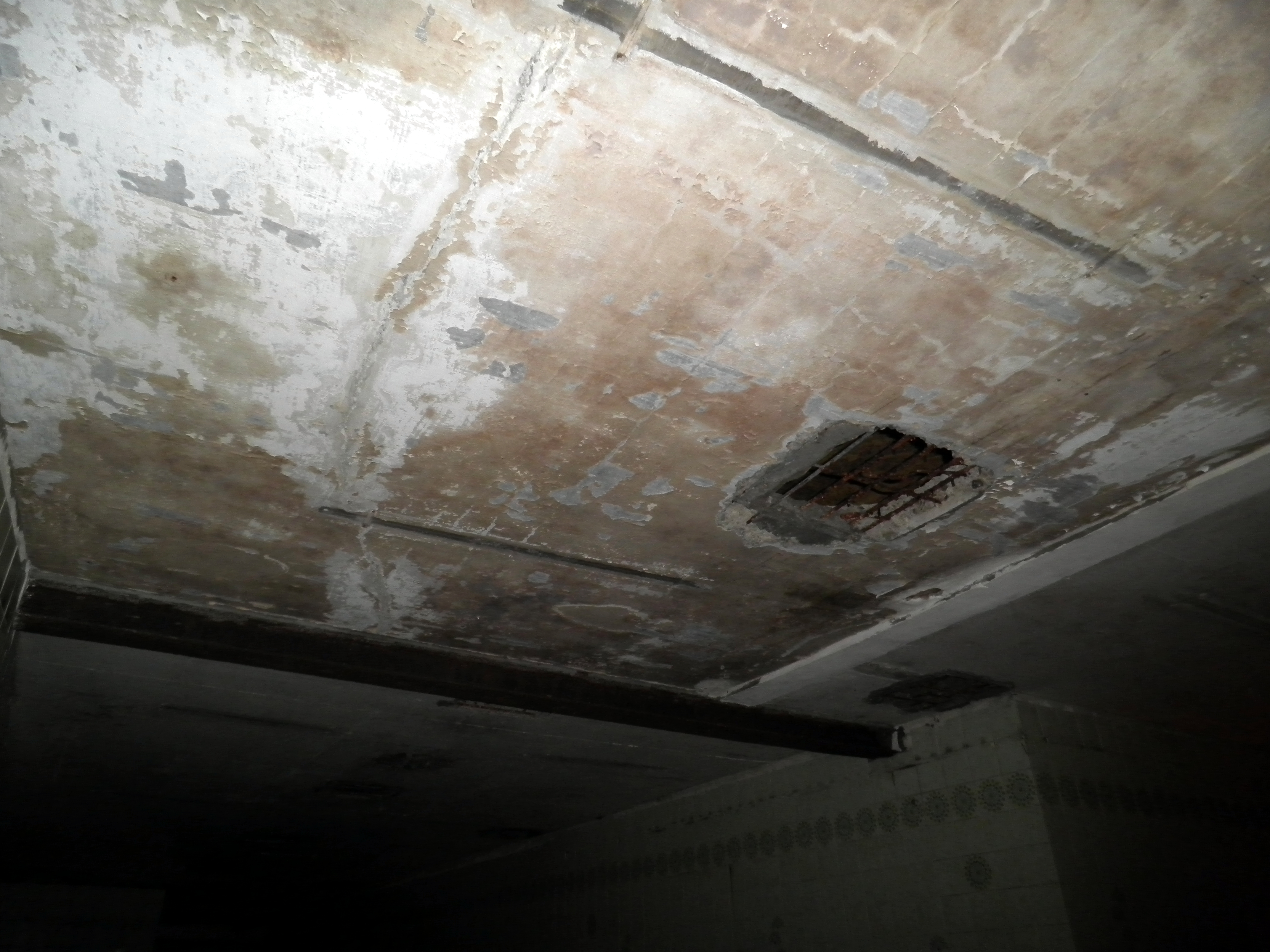
Keukenplafond
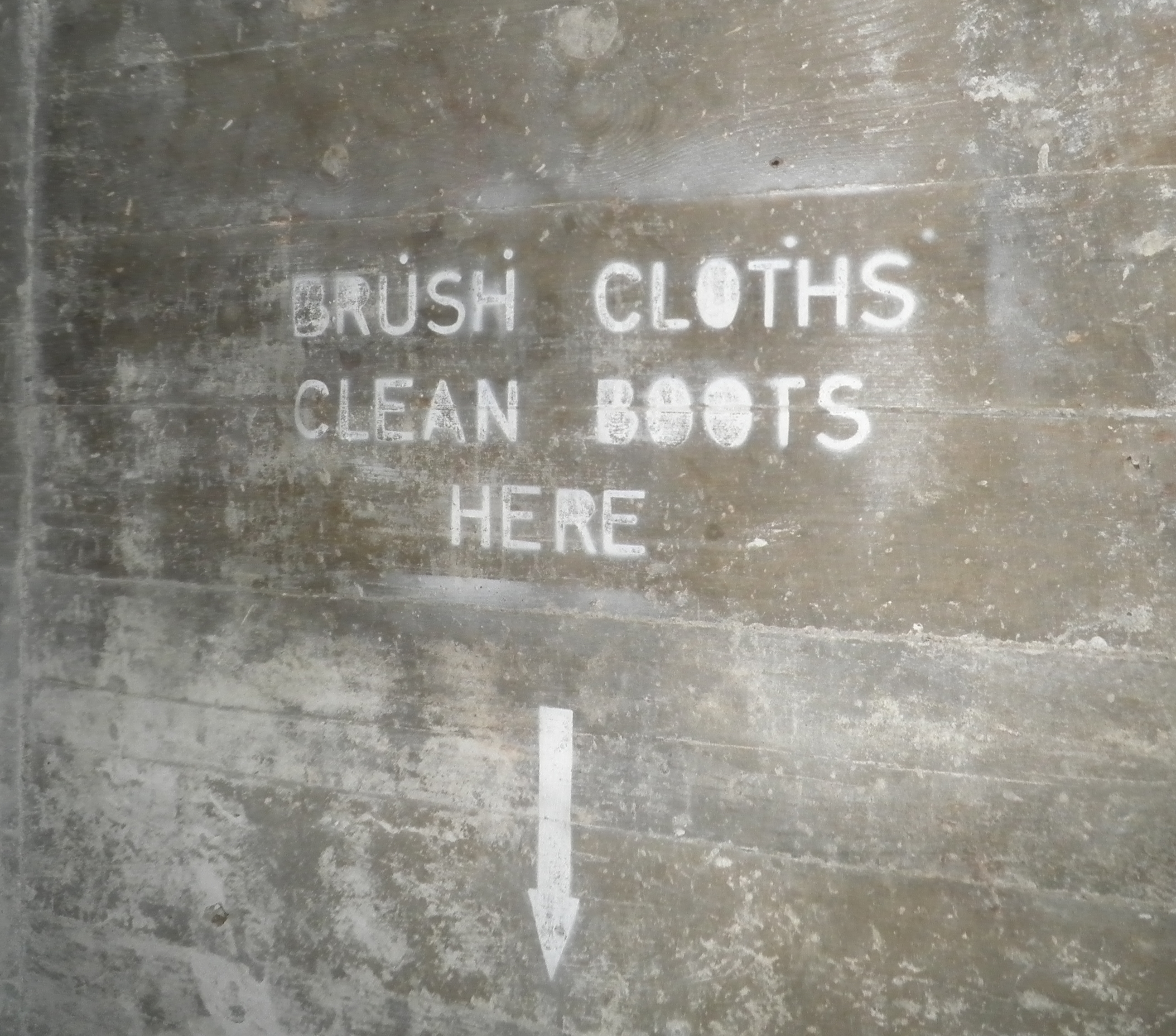
Ontsmetting
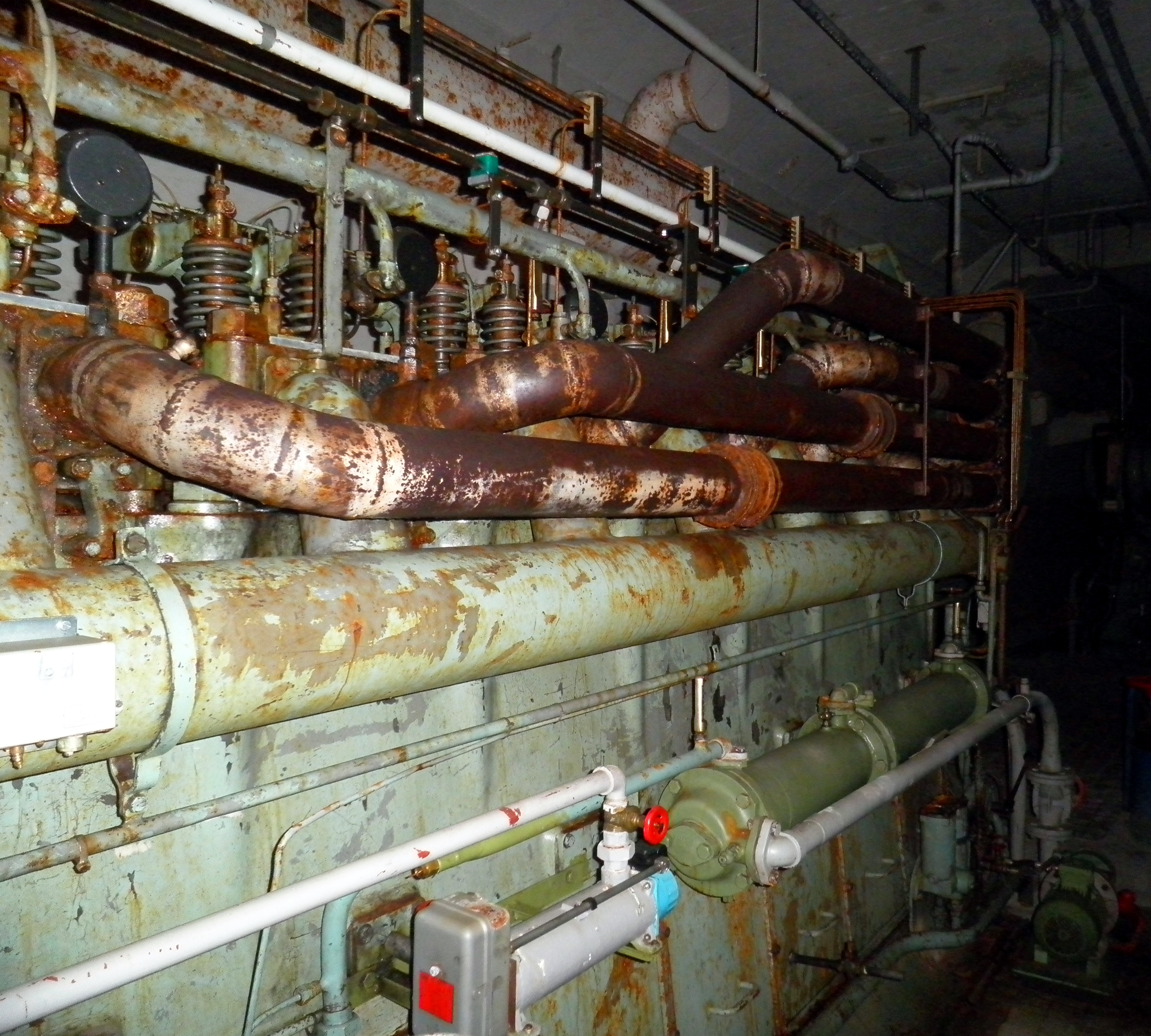
Aggregaat
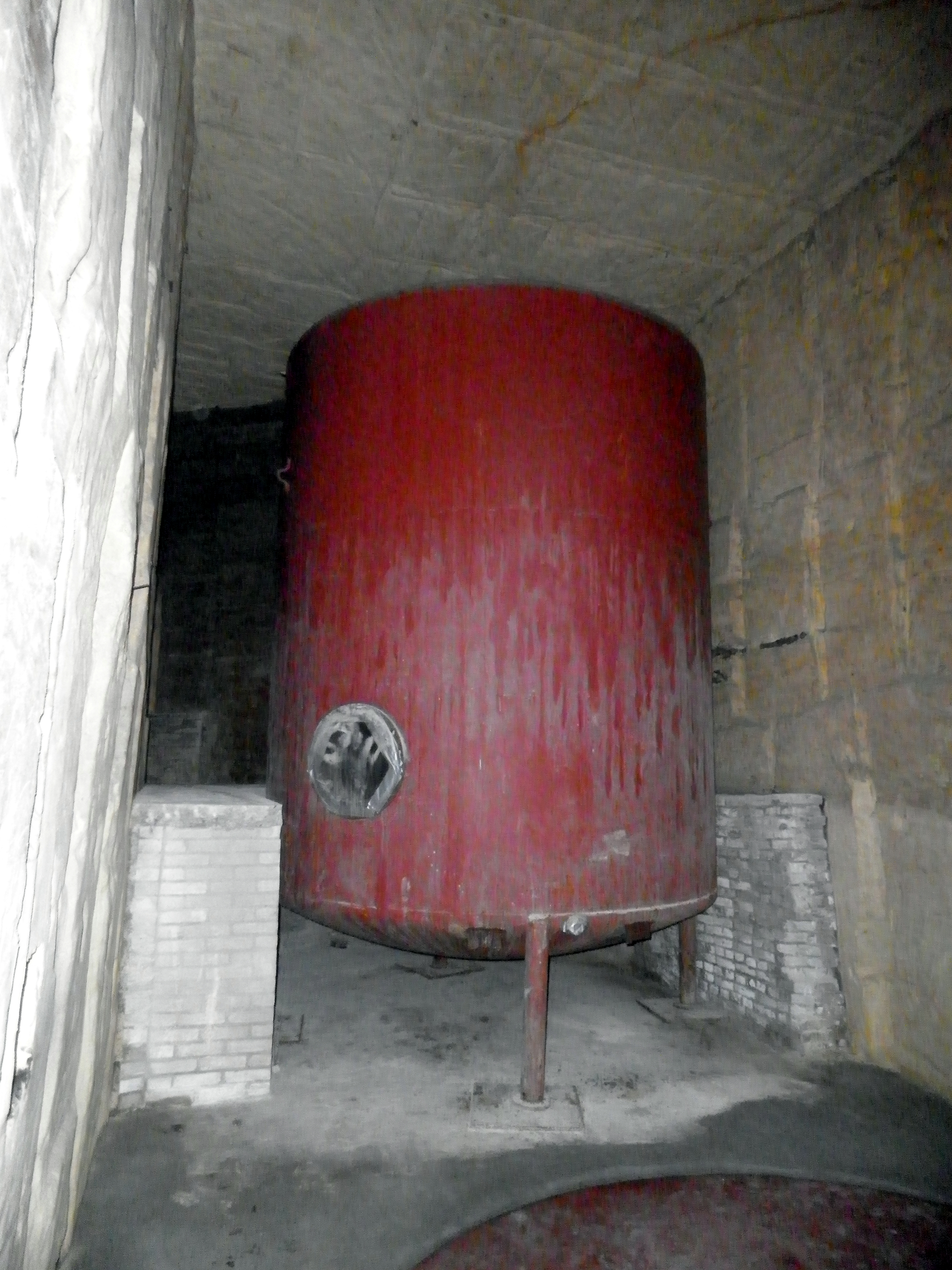
Olietank
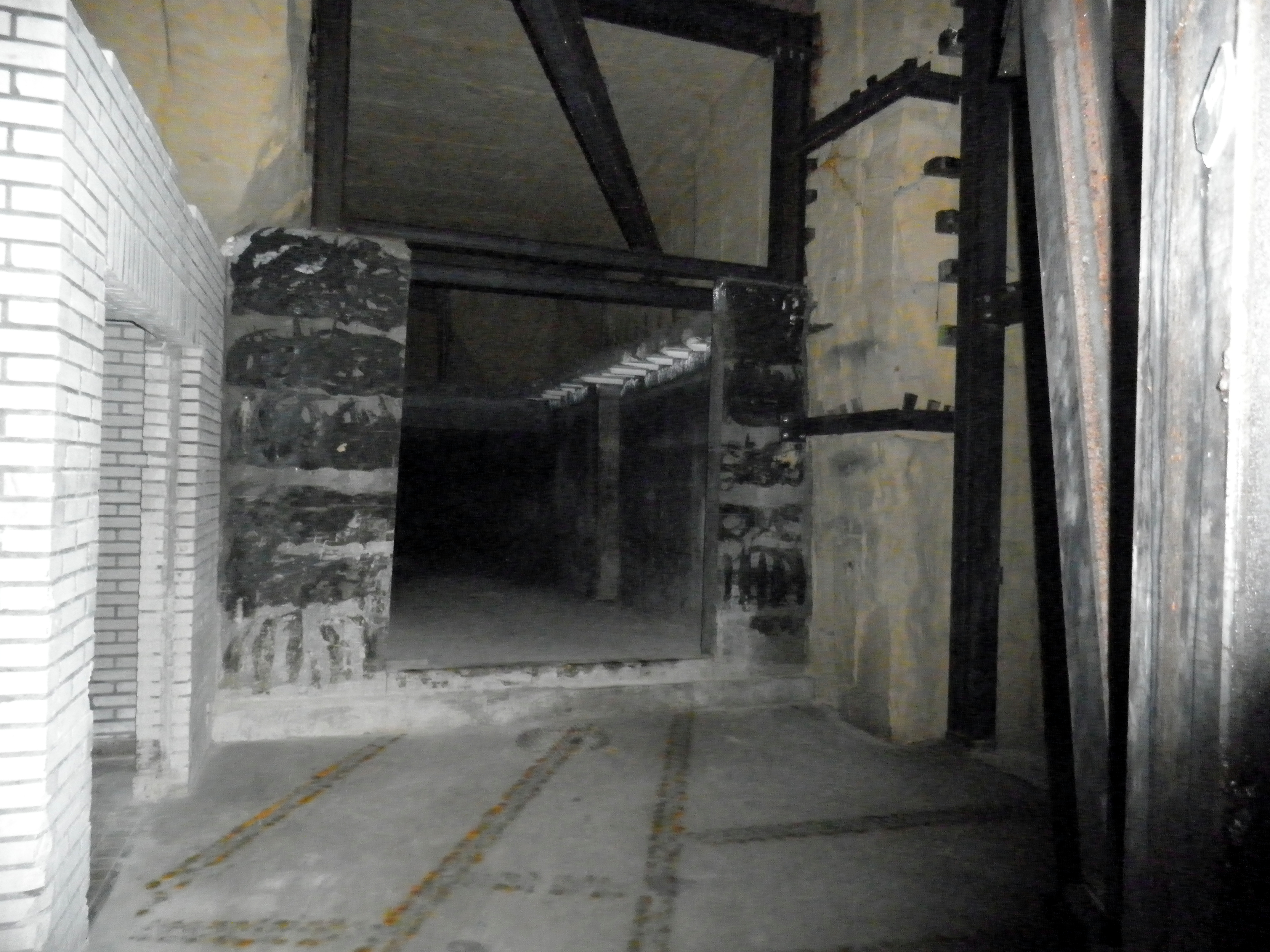
Waterreservoir
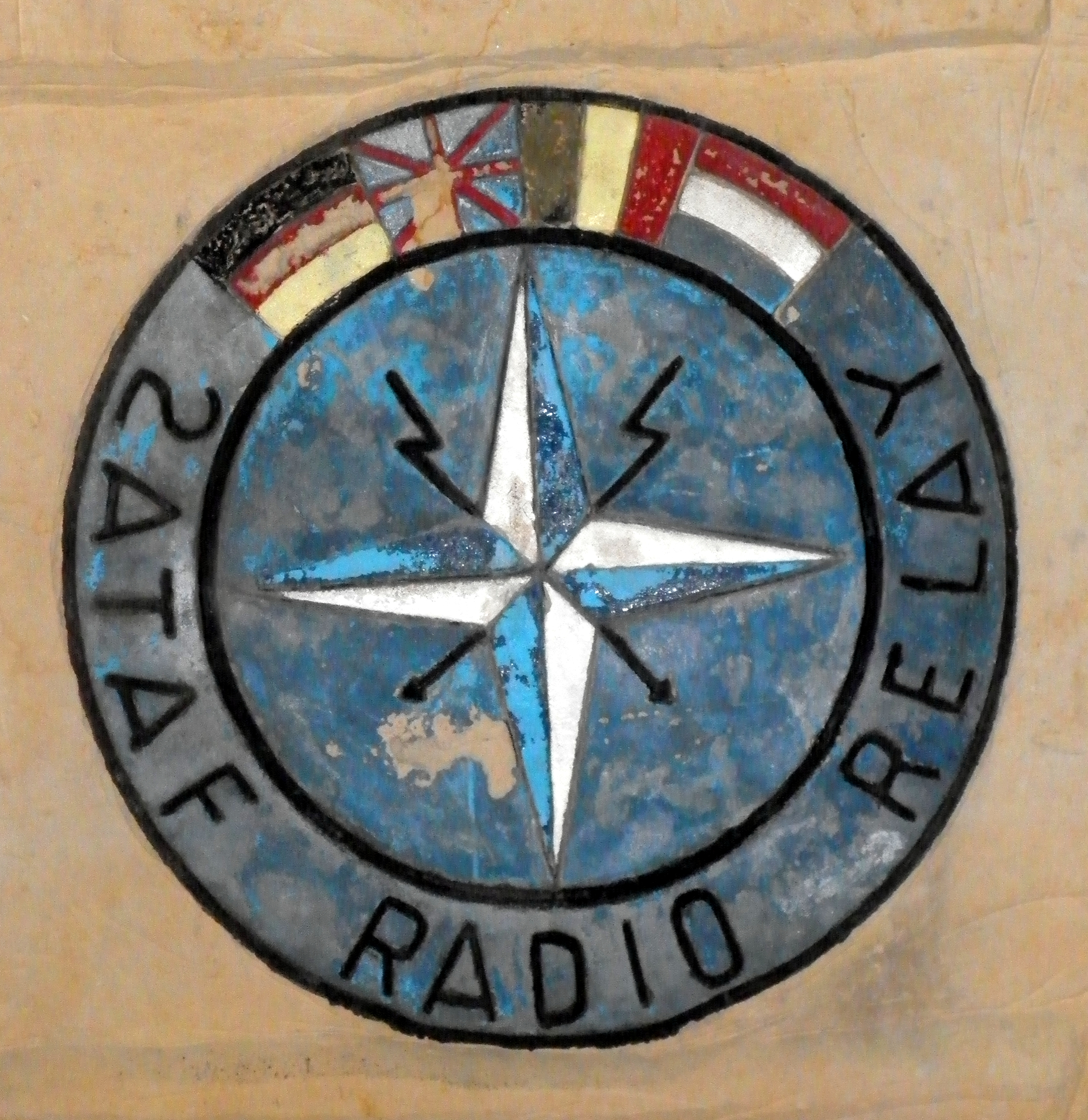
2ATAF Radio Relay
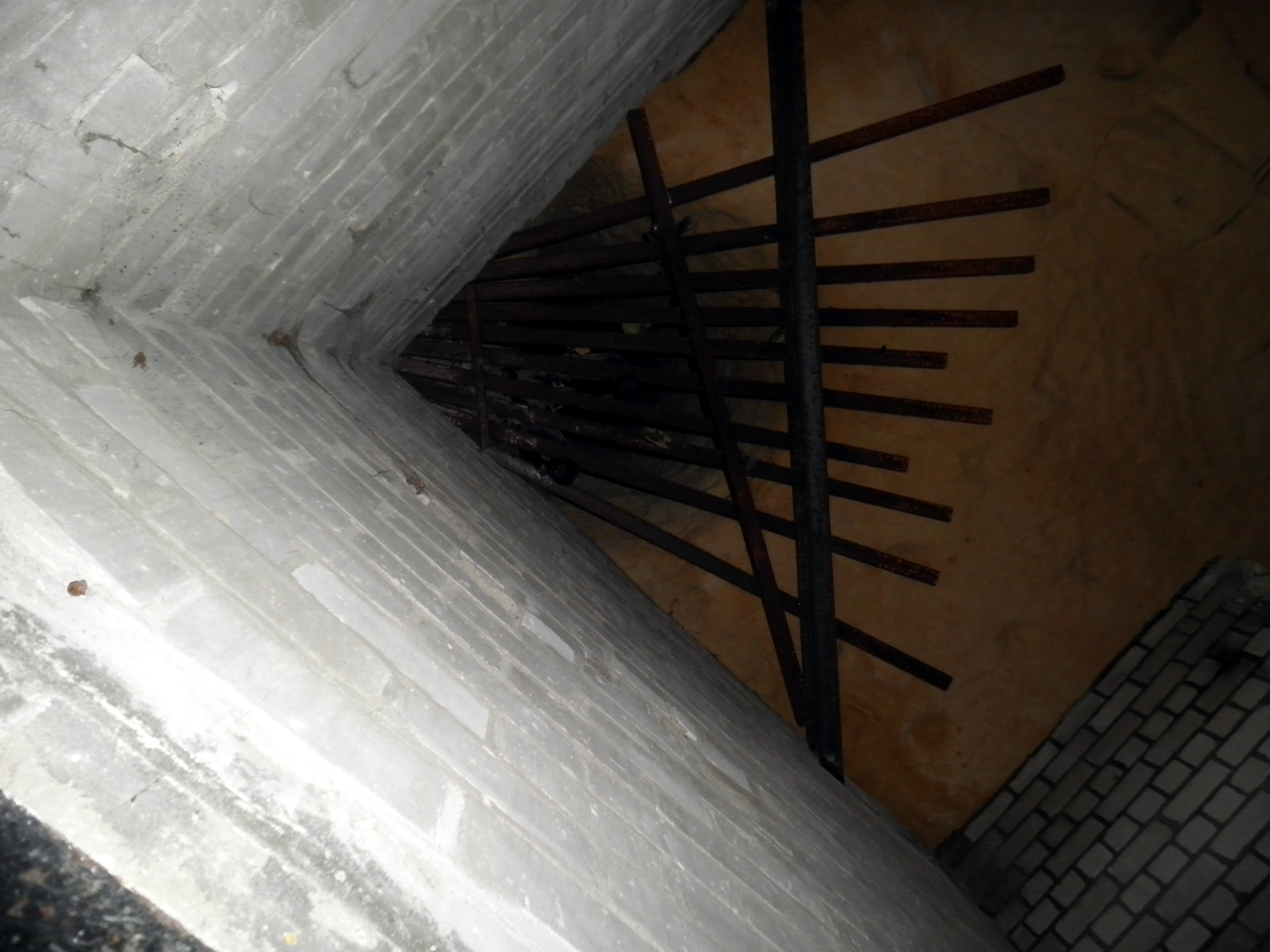
Schacht
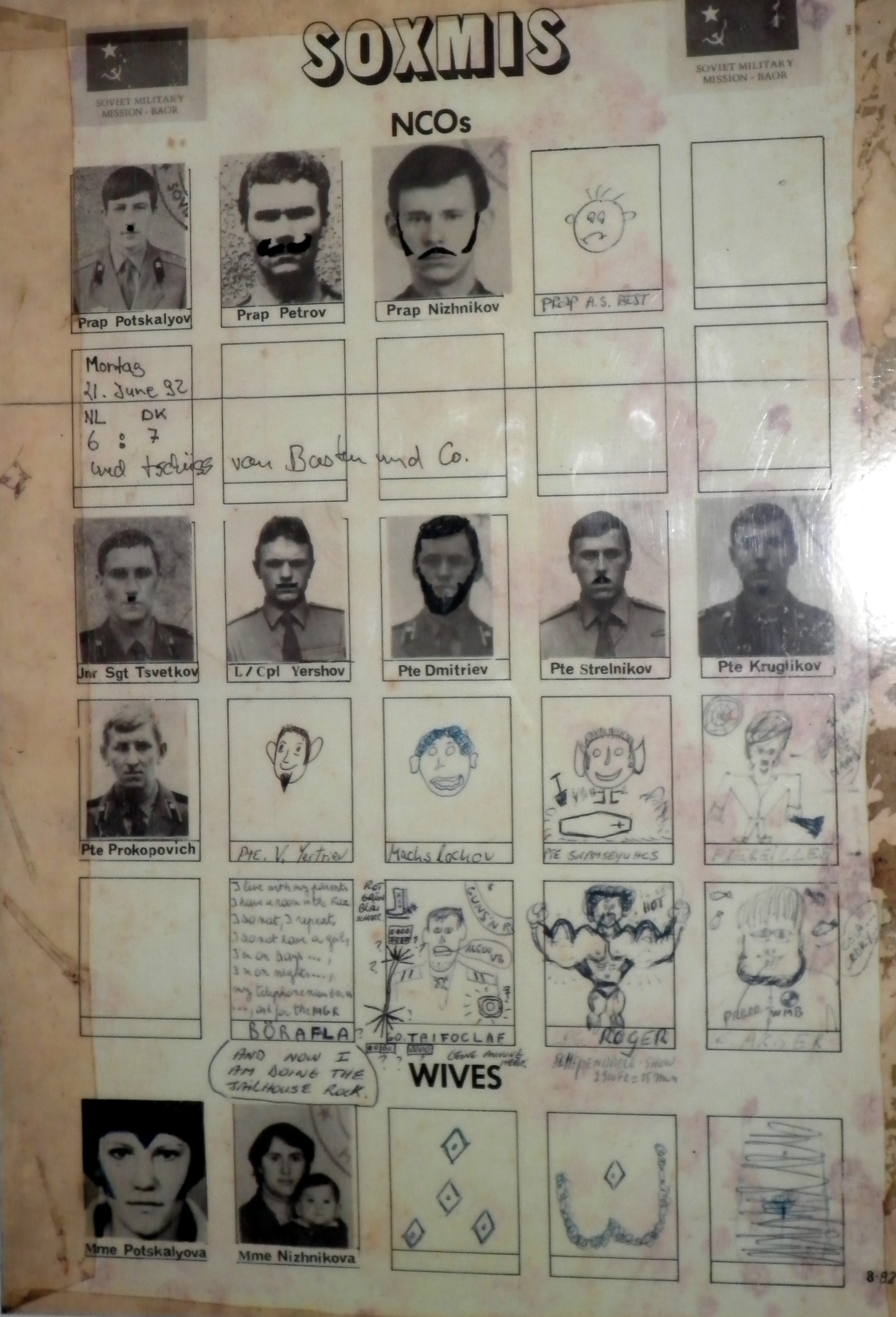
SOXMIS NCO's
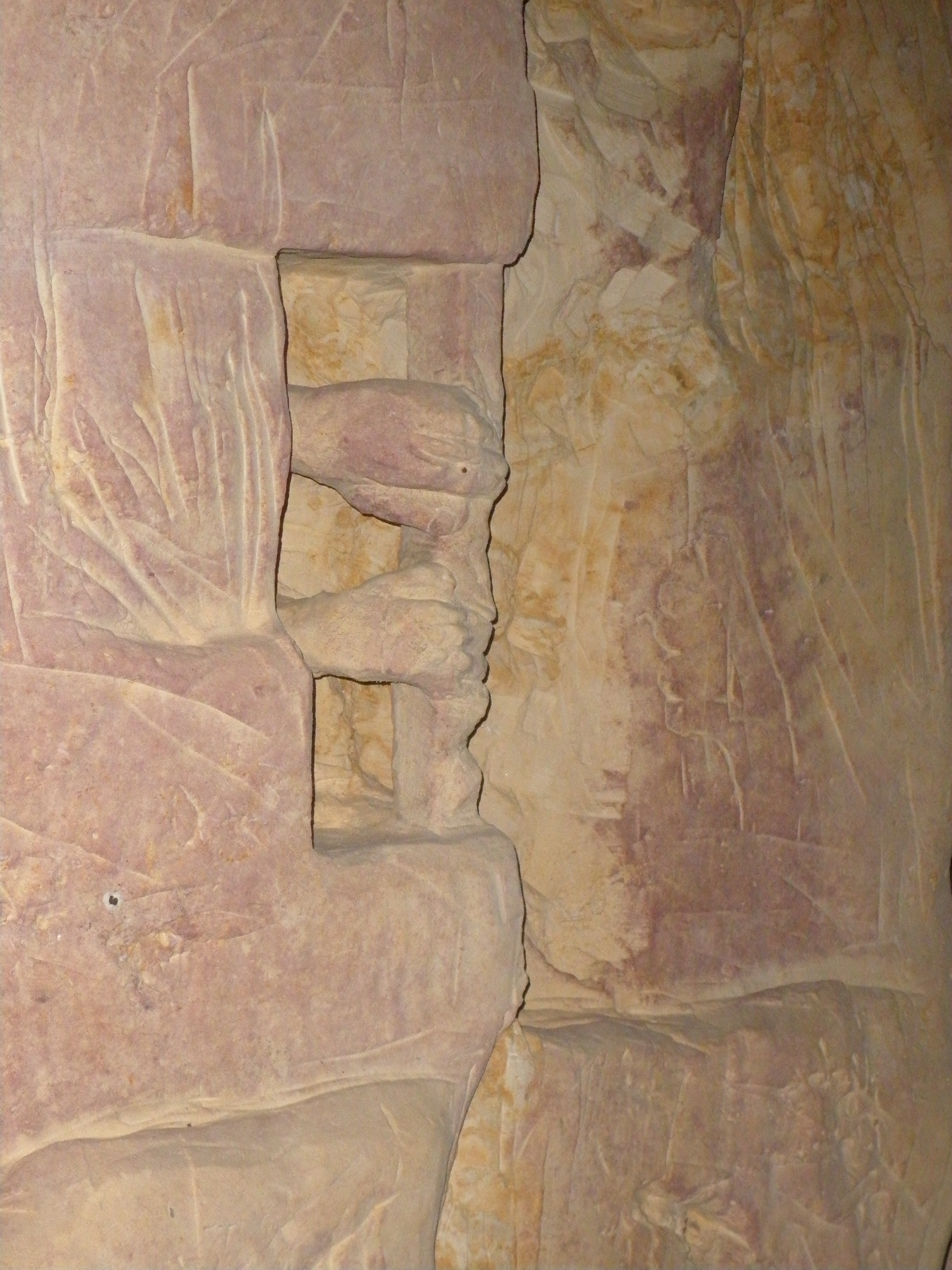
Handen in mergel

## Trivia
- Op 1 mei 2021 was het voormalige NAVO-hoofdkwartier te zien in het RTL4 programma De Verraders als strijdtoneel voor de finaleproeven.